# Kustbroedvogels te Zeebrugge-Heist
Kustbroedvogels te Zeebrugge-Heist este o arie protejată (arie specială de conservare — SAC, sit de importanță comunitară — SCI, arie de protecție specială avifaunistică — SPA) din Belgia întinsă pe o suprafață de 498 ha, integral pe uscat.

## Localizare
Centrul sitului Kustbroedvogels te Zeebrugge-Heist este situat la coordonatele 51°20′43″N 3°10′35″E / 51.3453°N 3.1764°E.

## Înființare
Situl Kustbroedvogels te Zeebrugge-Heist a fost declarat arie de protecție specială avifaunistică în iulie 2005 pentru a proteja 3 specii de animale. Alte tipuri de protecție:
- sit de importanță comunitară (în ianuarie 1900)
- arie specială de conservare (în ianuarie 1900)[1][2]

## Biodiversitate
Situată în ecoregiunea atlantică, aria protejată nu include niciun habitat protejat.
La baza desemnării sitului se află mai multe specii protejate de  păsări (3): chiră mică (Sterna albifrons), chiră de baltă (Sterna hirundo), chiră de mare (Sterna sandvicensis).
Pe lângă speciile protejate, pe teritoriul sitului au mai fost identificate 5 specii de păsări.